# Bezirk Tetschen (Königreich Böhmen)
Der Bezirk Tetschen (tschechisch Okresní hejtmanství Děčín, politický okres Děčín) war ein Politischer Bezirk im Königreich Böhmen. Der Bezirk umfasste Gebiete in Nordböhmen im heutigen Ústecký kraj (Okres Děčín). Sitz der Bezirkshauptmannschaft war die Stadt Tetschen (Děčín). Das Gebiet gehörte seit 1918 zur neu gegründeten Tschechoslowakei und ist seit 1993 Teil Tschechiens.

## Geschichte
Die modernen, politischen Bezirke der Habsburgermonarchie wurden 1868 im Zuge der Trennung der politischen von der judikativen Verwaltung geschaffen.
Der Bezirk Tetschen wurde 1868 aus den Gerichtsbezirken Bensen (tschechisch soudní okres Benešov),  Böhmisch Kamnitz (Česká Kamenice) und Tetschen (Děčín) gebildet.
Im Bezirk Tetschen lebten 1869 82.275 Personen, wobei der Bezirk ein Gebiet von 10,5 Quadratmeilen und 69 Gemeinden umfasste.
1900 beherbergte der Bezirk 107.757 Menschen, die auf einer Fläche von 602,88 km² bzw. in 85 Gemeinde lebten.
Der Bezirk Tetschen umfasste 1910 eine Fläche von 602,83 km² und beherbergte eine Bevölkerung von 120.400 Personen. Von den Einwohnern hatten 1910 115.413 Deutsch als Umgangssprache angegeben. Weiters lebten im Bezirk 1490 Tschechischsprachige und 3497 Anderssprachige oder Staatsfremde. Zum Bezirk gehörten drei Gerichtsbezirke mit insgesamt 88 Gemeinden bzw. 100 Katastralgemeinden.